# Wereldkampioenschap schaatsen allround vrouwen 1956
Het zeventiende Wereldkampioenschap schaatsen allround voor vrouwen werd op 4 en 5 februari 1956 verreden op de ijsbaan Idrottsplatsen van Kvarnsveden, een stadsdeel van de stad Borlänge in Zweden.
Er deed een recordaantal van vijfentwintig deelneemsters uit Zweden (4), Finland (4), de Sovjet-Unie (6), Tsjechoslowakije (4), Zuid-Korea (1) en voor het eerst Hongarije (3) en de DDR (3) mee. Veertien rijdsters debuteerden deze editie.
Dit was het eerste kampioenschap dat over de kleine vierkamp, respectievelijk de 500m, 1500m, 1000m en 3000m, werd verreden.
De Sovjet-Russinnen wisten dit toernooi alle vijftien medailles binnen te halen (3 klassements- en 12 afstandsmedailles). De titel ging naar Sofia Kondakova voor Rimma Zjoekova en Tamara Rylova.

## Afstandsmedailles
| Afstand | Goud ·          | Zilver ·        | Brons ·        |
| ------- | --------------- | --------------- | -------------- |
| 500m    | Sofia Kondakova | Vera Postnikova | Tamara Rylova  |
| 1500m   | Sofia Kondakova | Nina Jasasjina  | Rimma Zjoekova |
| 1000m   | Sofia Kondakova | Rimma Zjoekova  | Tamara Rylova  |
| 3000m   | Rimma Zjoekova  | Vera Postnikova | Tamara Rylova  |

## Klassement
| Rang   | Schaatsster               | Land              | Punten  | 500m      | 1500m       | 1000m         | 3000m         |
| ------ | ------------------------- | ----------------- | ------- | --------- | ----------- | ------------- | ------------- |
| Goud   | Sofia Kondakova           | Sovjet-Unie       | 207,484 | 47,9 (1)  | 2.38,0 (1)  | 1.40,2 (1)    | 5.40,9 (5)    |
| Zilver | Rimma Zjoekova            | Sovjet-Unie       | 208,383 | 49,5 (4)  | 2.39,4 (3)  | 1.40,6 (2)    | 5.32,7 (1)    |
| Brons  | Tamara Rylova             | Sovjet-Unie       | 208,833 | 48,7 (3)  | 2.39,7 (5)  | 1.41,8 (3)    | 5.36,0 (3)    |
| 4      | Nina Jasasjina            | Sovjet-Unie       | 211,050 | 50,5 (9)  | 2.39,2 (2)  | 1.42,3 (4)    | 5.38,0 (4)    |
| 5      | Lidia Selichova           | Sovjet-Unie       | 212,900 | 49,9 (7)  | 2.42,9 (6)  | 1.43,1 (5)    | 5.42,9 (8)    |
| 6      | Iris Sihvonen             | Finland           | 215,017 | 49,7 (6)  | 2.44,3 (7)  | 1.45,7 (8)    | 5.46,2 (10)   |
| 7      | Christina Scherling       | Zweden            | 216,000 | 51,1 (10) | 2.45,6 (8)  | 1.45,3 (7)    | 5.42,3 (7)    |
| 8      | Vera Postnikova           | Sovjet-Unie       | 216,800 | 48,5 (2)  | 2.39,6 (4)  | 1.58,7 * (21) | 5.34,5 (2)    |
| 9      | Margit Grobe              | DDR               | 217,266 | 51,9 (14) | 2.46,6 (10) | 1.45,0 (6)    | 5.44,0 (9)    |
| 10     | Inge Görmer               | DDR               | 217,284 | 52,0 (15) | 2.46,4 (9)  | 1.45,7 (8)    | 5.41,8 (6)    |
| 11     | Choi Yung-Hai             | Zuid-Korea        | 219,633 | 51,5 (11) | 2.47,8 (11) | 1.49,0 (14)   | 5.46,2 (10)   |
| 12     | Vera Procházková          | Tsjecho-Slowakije | 221,483 | 51,5 (11) | 2.50,1 (14) | 1.46,0 (10)   | 6.01,7 (16)   |
| 13     | Jarmila Königová          | Tsjecho-Slowakije | 221,717 | 49,5 (4)  | 2.49,1 (13) | 1.49,4 (15)   | 6.06,9 (19)   |
| 14     | Helga Kuronen             | Finland           | 222,733 | 50,4 (8)  | 2.52,5 (19) | 1.48,2 (11)   | 6.04,4 (18)   |
| 15     | Hana Bartovská            | Tsjecho-Slowakije | 223,200 | 52,2 (17) | 2.51,1 (16) | 1.50,2 (17)   | 5.53,2 (12)   |
| 16     | Inger Brusven             | Zweden            | 223,333 | 52,0 (15) | 2.50,7 (15) | 1.48,3 (12)   | 6.01,7 (16)   |
| 17     | Helga Haase-Obschernitzki | DDR               | 224,017 | 53,3 (19) | 2.52,1 (18) | 1.48,8 (13)   | 5.53,7 (13)   |
| 18     | Karla Borovská            | Tsjecho-Slowakije | 224,034 | 51,7 (13) | 2.48,8 (12) | 1.49,8 (16)   | 6.07,0 (20)   |
| 19     | Brita Lindström           | Zweden            | 226,166 | 53,6 (20) | 2.52,6 (20) | 1.50,2 (17)   | 5.59,6 (15)   |
| 20     | Ilona Róka                | Hongarije         | 228,817 | 52,8 (18) | 2.51,8 (17) | 1.59,0 (22)   | 5.55,5 (14)   |
| 21     | Gunnel Elfman             | Zweden            | 234,300 | 53,9 (22) | 3.00,7 (24) | 1.54,8 (19)   | 6.16,6 (22)   |
| 22     | Mária Gurovits            | Hongarije         | 234,416 | 56,2 (24) | 2.56,8 (22) | 1.55,9 (20)   | 6.08,0 (21)   |
| 23     | Ágnes Kovács              | Hongarije         | 244,400 | 57,4 (25) | 3.06,7 (25) | 1.59,4 (23)   | 6.30,4 * (23) |
| NS3    | Meeri Pekonen             | Finland           | 112,267 | 53,6 (20) | 2.56,0 (21) | NS            | -             |
| NS3    | Kaisa Vihma               | Finland           | 115,733 | 56,0 (23) | 2.59,2 (23) | NS            | -             |

* = met val
NC = niet gekwalificeerd
NF = niet gefinisht
NS = niet gestart
DQ = gediskwalificeerd
Vet gezet = kampioenschapsrecord